# Suonatrice di liuto (Orazio Gentileschi)
La Suonatrice di liuto è un dipinto realizzato tra il 1612 ed il 1620 da Orazio Gentileschi, attualmente conservato alla National Gallery of Art di Washington. L'opera raffigura una giovane donna in abito dorato con un liuto tra le mani.

## Storia
Intorno ai primi anni del XVII secolo, durante il suo primo soggiorno romano, Gentileschi venne a trovarsi in contatto con il celebre Caravaggio, a cui si ispirò profondamente per rivoluzionare la sua pittura, con un utilizzo drammatico e spettacolare della luce e delle ombre: perciò, Gentileschi è considerato uno dei principali caravaggisti. Ciononostante, sviluppò comunque la sua maniera personale, scegliendo per le sue opere dei toni delicati e tenui.

## Descrizione
La Suonatrice di liuto ha come soggetto una donna con indosso un abito dorato, che volge le spalle all'osservatore, mentre è concentrata ad ascoltare intensamente una nota prodotta dal suo strumento a diciannove corde. Potrebbe trattarsi del momento in cui la suonatrice accorda lo strumento prima di un concerto: a conferma di ciò è possibile notare anche dei flauti, un cornetto ed un violino, insieme a un paio di libri di musica aperti sul tavolo dinanzi a lei. Nel dipinto, inoltre, sono riccamente resi i vari tipi di tessuto. L'opera può essere considerata un esempio di pittura di genere oppure un ritratto, ma - considerando che diversi dipinti dell'epoca includevano qualche messaggio allegorico -  anche un'allegoria dell'ascolto o di Armonia, dea greca dell'armonia e della concordia.
Nel dipinto è anche presente un'illusione ottica: il manico del violino è sempre puntato in direzione dello spettatore, indipendentemente dalla distanza dalla quale si osserva l'opera.

## Influenza

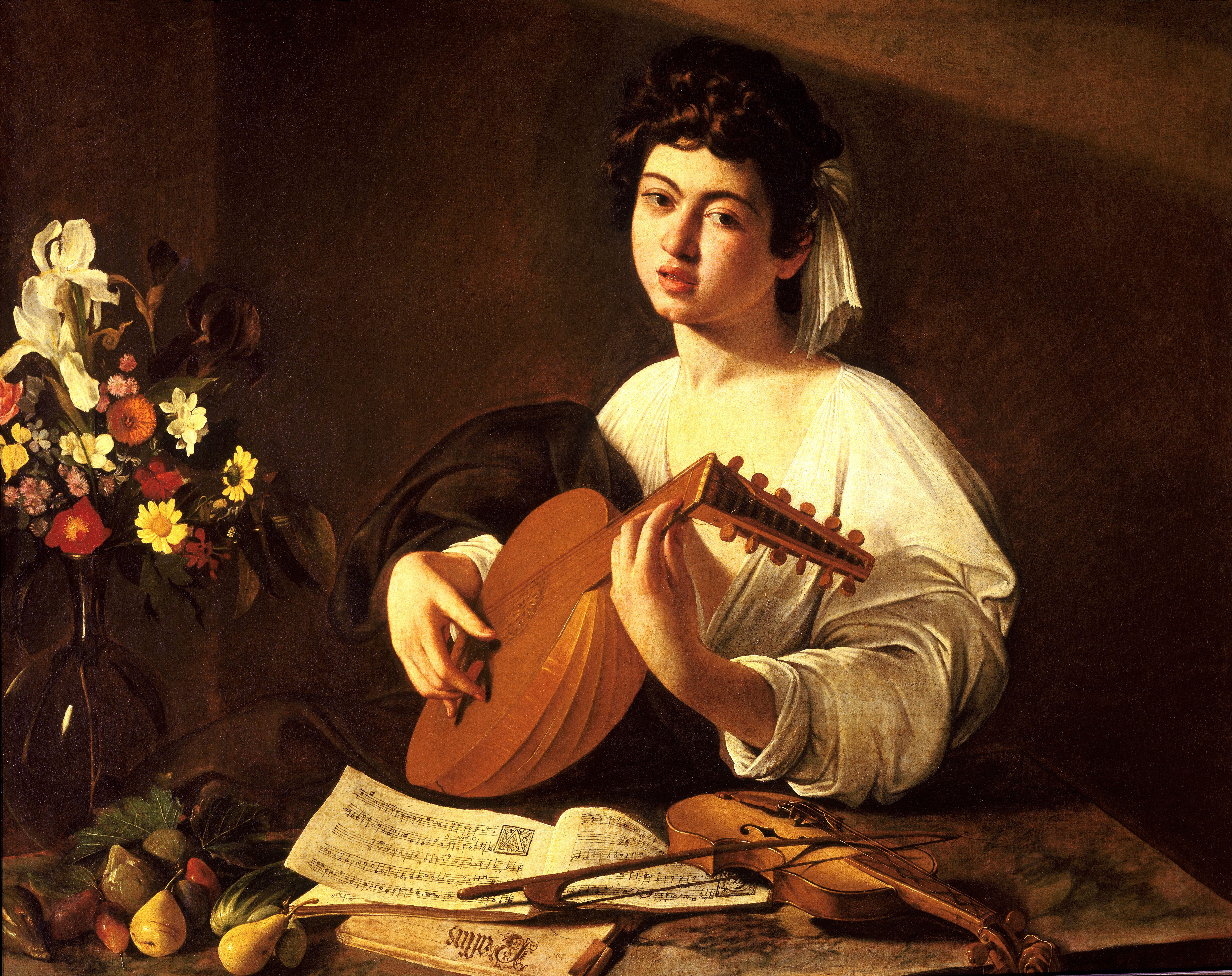
Caravaggio, Suonatore di liuto, 1595-1596, Museo dell'Ermitage, San Pietroburgo.

La Suonatrice è influenzata dalle pitture di genere realizzate dal Caravaggio, in particolare l'opera omonima realizzata sul finire del XVI secolo, attualmente conservata al Museo dell'Ermitage di San Pietroburgo. A sua volta, la tela di Gentileschi fu di ispirazione per la Donna che suona il liuto di Giuseppe Maria Crespi. Keith Christiansen e Judith Mann ritengono che Gentileschi si sia successivamente avvicinato al primo Caravaggio, fortemente influenzato da Giorgione e dalla pittura veneta, come riferimento per allontanarsi dal caravaggismo rappresentato invece dal Suonatore di liuto.